# Tom Tryon
Tom Tryon (14 de enero de 1926 – 4 de septiembre de 1991) fue un actor cinematográfico y televisivo estadounidense, conocido por su actuación en la serie televisiva de Walt Disney Pictures Texas John Slaughter (1958-1961). Además fue escritor de varias obras de ciencia ficción, terror y misterio. 

## Carrera interpretativa

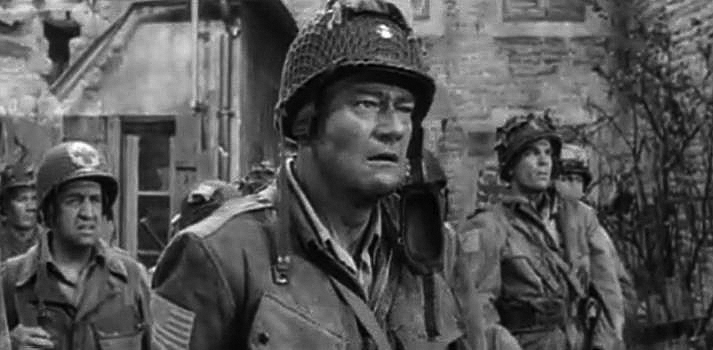
John Wayne (center), from the movie The Longest Day; on the right there is Tom Tryon - trailer (cropped screenshot)

Su nombre completo era Thomas Tryon, y nació en Hartford, Connecticut. 
A Tom Tryon se le ha considerado a menudo de manera errónea como hijo del actor de cine mudo Glenn Tryon. Sin embargo, era hijo de Arthur Lane Tryon, un comerciante de ropa propietario de Stackpole, Moore & Tryon. Antes de trabajar como actor, Tryon sirvió en la Armada de los Estados Unidos en el Pacífico entre 1943 y 1946.
Tom Tryon intervino en 1952 en la producción exhibida en Broadway del musical Wish You Were Here, en el cual también participaban Jack Cassidy, Patricia Marand y Sheila Bond. 
En 1955 encarnó a Antoine De More en el episodio emitido en dos partes "King of the Dakotas", de la serie de la NBC de género western Frontier. Entre sus otros papeles televisivos destaca el que hizo a finales de la década de 1950 en Texas John Slaughter, como parte de la producción de ABC Walt Disney Presents (El papel se basaba en la figura histórica real de John Horton Slaughter). Tryon también actuó como artista invitado en El virginiano (NBC) y en The Big Valley (ABC), y tomó parte en una versión televisiva en directo de La caída de la Casa Usher. 
Tryon también compuso en colaboración la canción "I Wish I Was," que aparecía en una grabación de Dick Kallman, estrella de la sitcom de 1965 Hank. Otro de sus papeles televisivos es el que hizo en 1967 en el episodio "Charade of Justice" de la serie western de la NBC The Road West, protagonizada por Barry Sullivan.
Entre los papeles cinematográficos de Tryon se incluyen actuaciones en películas de horror y humor y de ciencia ficción, destacando I Married a Monster from Outer Space (1958) y la comedia romántica de Walt Disney Pictures Moon Pilot (1962). También trabajó en el género western, como fue el caso de los filmes Three Violent People (1956, con Charlton Heston), The Glory Guys y la versión televisiva de Winchester '73 (1967).
En 1962 Tom Tryon fue elegido para hacer el papel de Stephen Burkett ("Adam") en la comedia inacabada de Marilyn Monroe y Dean Martin Something's Got to Give, dirigida por George Cukor, pero perdió el papel tras el fallecimiento de Monroe. También se pensó en él para encarnar al amante de Janet Leigh en el clásico  Psicosis, aunque finalmente el papel fue para John Gavin. 
Otro papel de importancia fue el que llevó a cabo en 1963 en El cardenal, y que la valió una nominación al Globo de Oro. Sin embargo, la relación laboral con el director, Otto Preminger, fue muy tensa, siendo despedido y vuelto a contratar durante el rodaje.
Según diferentes fuentes, su mejor papel habría sido el que hizo en el film de 1965 In Harm's Way, uno de los más destacados títulos sobre la Segunda Guerra Mundial. Otro título bélico en el que trabajo, junto a otras muchas estrellas, fue El día más largo. 

## Carrera literaria
Desilusionado con la interpretación, Tryon se retiró en 1969 y empezó a escribir novelas de horror y de misterio. Tuvo éxito, a pesar de las dudas provocadas por un actor reconvertido en escritor. Su trabajo más conocido fue The Other (1971), novela ambientada en una pequeña comunidad rural en la década de 1930. La obra se adaptó al cine al año siguiente —El otro— siendo interpretada por Diana Muldaur, Uta Hagen, y John Ritter. Harvest Home, sobre unos ritos paganos practicados en una pequeña localidad de Nueva Inglaterra, fue adaptada con el título de The Dark Secret of Harvest Home, una miniserie televisiva de 1978 protagonizada por Bette Davis. 
Entre sus otras obras se incluye Crowned Heads, una colección de relatos cortos inspirados en las leyendas de Hollywood. El primero de ellos,  Fedora, fue llevado al cine por Billy Wilder. Otro de los relatos se basaba en el asesinato de la antigua estrella del cine mudo Ramón Novarro. Lady, escrito en 1975, acerca de la relación de un niño de ocho años con una viuda en la Nueva Inglaterra de los años treinta, es considerado por muchos como la mejor obra de Tryon. 
Otras novelas fueron Night of the Moonbow (1989) y Night Magic (1991), publicada a título póstumo en 1995.

## Vida personal
En la década de 1970 Tryon tuvo una relación sentimental con Clive Clerk, uno de los miembros del reparto original de A Chorus Line y decorador de interiores. Tryon también tuvo una relación con Calvin Culver, un actor de porno gay conocido como Casey Donovan.
Tryon siguió escribiendo durante las décadas de 1980 y 1990, antes de fallecer a los 65 años de edad en 1991 en Los Ángeles, California, a causa de un cáncer de estómago. Sus restos fueron incinerados y sus cenizas dispersadas en el mar.

## Selección de sus obras
| - The Other (1971) - Harvest Home (1973) - Lady (1974) - Wings of the Morning (1988) - The Night of the Moonbow (1989) - In the Fire of Spring (1991) - The Adventures of Opal and Cupid (1992) - Night Magic (1995) | - Crowned Heads (1976) - All That Glitters (1986) - Bobbitt (1976) - Fedora (1976) - Lorna (1976) - Willie (1976) |

## Filmografía seleccionada
- The Horsemen (1971)
- Persecución hasta Valencia (otro título, The Narco Men, 1970)
- Color Me Dead (1969)
- Winchester '73 (1967) (TV)
- The Glory Guys (1965)
- In Harm's Way (1965)
- El cardenal (1963)
- Something's Got to Give (1962) (Película inacabada por la muerte de Marilyn Monroe)
- El día más largo (1962)
- Moon Pilot (1962)
- Marines, Let's Go (1961)
- La historia de Ruth (1960)
- Gundown at Sandoval (1959)
- I Married a Monster from Outer Space (1958)
- Texas John Slaughter (serie televisiva, 1958)
- The Unholy Wife (otro título The Lady and the Prowler, 1957)
- Three Violent People (1957)
- The Scarlet Hour (1956)
- Screaming Eagles (1956)